# Didymella pisi
Didymella pisi Chilvers, J.D. Rogers & Peever – gatunek grzybów z klasy Dothideomycetes. Saprotrof i pasożyt. U grochu jest jednym z patogenów wywołujących chorobę o nazwie zgorzelowa plamistość grochu.

## Systematyka i nazewnictwo
Pozycja w klasyfikacji według Index Fungorum: Didymella, Didymellaceae, Pleosporales, Pleosporomycetidae, Dothideomycetes, Pezizomycotina, Ascomycota, Fungi.
Holotyp: WSP 71448.
W warunkach naturalnych obserwowano tylko bezpłciową anamorfę Ascochyta pisi. W laboratorium udało się jednak zaobserwować teleomorfę wytwarzająca płciowo askospory. Zaklasyfikowano ją do rodzaju Didymella''.
Synonimy:

- Ascochyta pisi Lib. 1830
- Ascochyta pisi Lib. 1830 f. pisi
- Ascochyta pisi var. lupini Sacc.
- Ascochyta pisi var. medicaginis Sacc. 1920
- Ascochyta pisi var. onobrychidis Sacc. & Trotter 1920
- Ascochyta pisi Lib. 1830 var. pisi
- Ascochyta pisicola (Berk.) Sacc. 1884
- Ascospora pisi (Lib.) Fuckel 1870
- Depazea concava Mussat 1901
- Depazea pisicola Berk. 1873
- Septoria leguminum var. pisorum (Lib.) Desm. 1843
- Sphaeria concava Berk. 1841

## Morfologia
Grzyb mikroskopijny. Anamorfa wytwarza pyknidia o średnicy 100–250 μm i barwie od żółtobrązowej do ciemnobrązowej. Tworzą się one w rozproszeniu lub w mało wyraźnych, koncentrycznych kręgach w obrębie plam występujących na porażonych liściach rośliny żywicielskiej. Powstają w nich cylindryczne, podłużnie elipsoidalne, jajowate lub elipsoidalno-maczugowate konidia o długości 8,5–17 μm (średnio 13 μm) i szerokości × 3,5–6 μm (średnio 4,6 μm). Są proste lub nieco wygięte i podzielone poprzeczną przegrodą zazwyczaj na 2 komórki, rzadziej dwoma przegrodami na 3 komórki. Teleomorfa tworzy kuliste, lub niemal kuliste pseudotecja o średnicy 200–400 μm z cylindrycznymi workami o długości 46–168 μm i szerokości 10×15 μm. Powstają w nich bezbarwne, dwukomórkowe askospory o rozmiarach 12–17,5 × 6,5–8,5 um. Hamatecjum oddzielone, lub nie.
Plamy na liściach grochu porażonych przez Didymella pisi są okrągłe lub owalne, początkowo żółtobrązowe, potem szarobrązowe z ciemnobrunatnym obrzeżeniem. Mają średnicę do 1 cm. D. pisi nie powoduje zgorzeli siewek. Te cechy odróżniają zgorzelową plamistość grochu wywołaną przez D. pisi od porażenia spowodowanego przez 2 pozostałe gatunki wywołujące tę chorobę:  Didymella pinodella i Didymella pinodes.

## Występowanie
Gatunek szeroko rozprzestrzeniony. Występuje we wszystkich rejonach uprawy grochu na świecie. Atakuje także inne gatunki roślin. W Polsce notowany na wielu gatunkach grochu, na fasoli, bobie, soi warzywnej, lucernie nerkowatej, nostrzyku żółtym.